# Cratere Kankossa
Kankossa  è un cratere sulla superficie di Marte.